# USS Maddox (DD-168)
USS Maddox (DD–168) là một tàu khu trục thuộc lớp Wickes của Hải quân Hoa Kỳ trong giai đoạn Chiến tranh Thế giới thứ nhất; trong Chiến tranh Thế giới thứ hai được chuyển cho Hải quân Hoàng gia Anh và đổi tên thành HMS Georgetown  (I-40), và chuyển cho Hải quân Hoàng gia Canada như là chiếc HMCS Georgetown, rồi lại được chuyển cho Hải quân Liên Xô năm 1944 và đổi tên thành Doblestny (Доблестный) trước khi được hoàn trả cho Anh Quốc năm 1949 và tháo dỡ vào năm 1952. Nó là chiếc tàu chiến đầu tiên của Hải quân Hoa Kỳ được đặt tên theo.

## Thiết kế và chế tạo
Maddox được đặt lườn vào ngày 20 tháng 7 năm 1918 tại xưởng tàu của hãng Fore River Shipbuilding Company ở Quincy, Massachusetts. Nó được hạ thủy vào ngày 27 tháng 10 năm 1918, được đỡ đầu bởi bà Clarence N. Hinkamp, cháu Đại úy Maddox, và được đưa ra hoạt động vào ngày 10 tháng 3 năm 1919 dưới quyền chỉ huy của Hạm trưởng, Trung tá Hải quân Edward C. S. Parker.

## Lịch sử hoạt động

### USSMaddox
Được phân về Đội 21 trực thuộc Hạm đội Đại Tây Dương, Maddox khởi hành từ Boston vào ngày 3 tháng 5 năm 1919 để đi Trepassey, Newfoundland, trên đường hướng đến Azores, nơi nó làm nhiệm vụ cột mốc dẫn đường cho chuyến bay lịch sử vượt Đại Tây Dương của các thủy phi cơ NC Hải quân. Quay trở về Boston vào ngày 22 tháng 5, chiếc tàu khu trục hoạt động từ đây cho đến khi lên đường đi sang Châu Âu vào ngày 26 tháng 8 năm 1919. Đi đến Brest, Pháp vào ngày 19 tháng 9, nó tham gia đoàn hộ tống danh dự cho chiếc USS George Washington vốn đang hướng đến Ostend, Bỉ để đưa Vua Albert I và Hoàng hậu Bỉ viếng thăm Hoa Kỳ.
Được cho tách ra vào ngày 25 tháng 9, Maddox làm nhiệm vụ liên lạc băng qua eo biển Manche. Cho đến ngày 24 tháng 10, nó làm nhiệm vụ hộ tống tàu bè và vận chuyển nhân sự Hải quân và Lục quân từ Dover và Harwich đến Boulogne, Pháp và Hook of Holland. Rời Harwich vào ngày 25 tháng 10, chiếc tàu khu trục đi qua kênh đào Kiel để viếng thăm nhiều cảng tại vùng biển Baltic. Quay trở về Hoa Kỳ vào ngày 12 tháng 2 năm 1920, Maddox hoạt động ngoài khơi Boston dọc theo bờ Đông Hoa Kỳ trong hai năm tiếp theo. Vào ngày 17 tháng 7 năm 1920, nó được mang ký hiệu lườn DD-168. Rời Boston vào ngày 25 tháng 2 năm 1922 để đi Philadelphia, Pennsylvania, nó được cho xuất biên chế tại Xưởng hải quân Philadelphia vào ngày 14 tháng 6 năm 1922 và được đưa về Hạm đội Dự bị.
Bị bỏ không trong 18 năm tiếp theo, Maddox chỉ được cho nhập biên chế trở lại vào ngày 17 tháng 6 năm 1940. Sau một lượt phục vụ ngắn trong nhiệm vụ Tuần tra Trung lập giữa Đại Tây Dương, nó khởi hành từ Newport, Rhode Island vào ngày 16 tháng 9 năm 1940 để đi Halifax, Nova Scotia, nơi nó được cho xuất biên chế vào ngày 23 tháng 9 năm 1940. Cùng ngày hôm đó, theo Thỏa thuận đổi tàu khu trục lấy căn cứ, nó được chuyển cho Anh Quốc và nhập biên chế cùng Hải quân Hoàng gia Anh như là chiếc HMS Georgetown.

### HMSGeorgetown- HMCSGeorgetown
HMS Georgetown tham gia Chiến dịch Bowery hộ tống cho tàu sân bay Hoa Kỳ Wasp vào tháng 5 năm 1942 trong chuyến đi thứ hai tăng viện máy bay tiêm kích Supermarine Spitfire cho đảo Malta đang bị phong tỏa. Đến tháng 9 năm 1942, nó được chuyển cho Hải quân Hoàng gia Canada cho nhiệm vụ hộ tống vận tải tại khu vực Tây Đại Tây Dương. HMCS Georgetown được cải biến để tối ưu cho nhiệm vụ hộ tống và chống tàu ngầm bằng cách tháo dỡ ba trong số các khẩu pháo 4 in (100 mm)/50 caliber ban đầu cùng một dàn ống phóng ngư lôi ba nòng để giảm bớt trọng lượng nặng bên trên, lấy chỗ cho việc trang bị dàn súng cối chống tàu ngầm Hedgehog cũng như tăng lượng mìn sâu mang theo. Quay trở về Anh Quốc vào tháng 12 năm 1943, nó được đưa về lực lượng dự bị.

### Doblestny
Vào tháng 8 năm 1944, Georgetown được chuyển cho Hải quân Liên Xô và được đổi tên thành Doblestny (tiếng Nga: Доблестный). Nó phục vụ cùng Xô Viết cho đến khi được hoàn trả cho Anh vào ngày 4 tháng 2 năm 1949, và bị tháo dỡ vào ngày 16 tháng 9 năm 1952.